# Fecal coliform
Fecal Coliform hay F. Coli là một loại vi khuẩn gram âm kỵ khí, hình que, không tạo bào tử. Vi khuẩn coliform thường có nguồn gốc từ ruột của các động vật máu nóng. Coliform phân có khả năng phát triển trong môi trường có mặt các muối mật hoặc các chất bề mặt tương tự, là các oxidaza âm, và tạo ra axit và khí từ lactose trong vòng 48 giờ ở nhiệt độ 44 ± 0,5 °C. Thuật ngữ "coliform chịu nhiệt" chỉ nhóm này thì chính xác hơn và đang được chấp nhận hơn là "coliform phân".
Coliform bacteria bao gồm các chi xuất phát từ phân (như Escherichia) cũng như các chi không có nguồn gốc từ phân (như Enterobacter, Klebsiella, Citrobacter). Khảo nghiệm được dùng là một chỉ số về ô nhiễm phân; đặc biệt là cho E. coli, một vi sinh vật chỉ thị cho các mầm bệnh có thể có mặt trong phân. Sự hiện diện của coliform phân trong nước có thể không gây hại trực tiếp, và không nhất thiết chỉ ra sự hiện diện của phân.